# Jack Owen
Jack Owen (nacido en Akron, New York, Estados Unidos, en diciembre de 1967) es un músico y guitarrista estadounidense de death metal. Fue uno de los miembros fundadores de Cannibal Corpse, con quienes permaneció desde su formación hasta el 2004, cuando salió de la banda debido a que el quería llevar su carrera como guitarrista más allá de Cannibal Corpse, como lo mencionó en el DVD Centuries of Torment: The First 20 Years (2008). Después de un año, fue reclutado por la banda Deicide; otra banda importante en la escena del metal de Florida, con quienes ha grabado dos álbumes. En noviembre de 2007, Owen comenzó a participar con la banda Adrift apoyándolos en sus presentaciones en vivo y con su álbum debut Absolution, del cual Owen comentó "hacer esta grabación es un orgullo para mi." 

## Biografía
Jack Owen nació en Buffalo, Nueva York, de la unión de su madre Norma y su padre Glenn Owen. Él ha dicho en algunas entrevistas que su padre ocasionalmente le prestaba una guitarra acústica y juntos tocaban música country de Hank Williams y otros artistas. "Eso fue una de mis mayores inspiraciones" comentó Owen.

## Personalidad y gustos musicales
- "Jack tiene un muy peculiar y seco sentido del humor"- Alex Webster
- “No he escuchado a Marilyn Manson o Mudvayne, pero me agrada Slipknot, ya que pienso que están muy por encima de ellos. Siendo honesto, no he visto a Mudvayne aún.”
- “Soy fan de la música que tenga que ver con las guitarras; thrash, speed, rock.”

## Discografía

### Cannibal Corpse
- 1990: Eaten Back to Life
- 1991: Butchered at Birth
- 1992: Tomb of the Mutilated
- 1994: The Bleeding
- 1996: Vile
- 1998: Gallery of Suicide
- 1999: Bloodthirst
- 2002: Gore Obsessed
- 2003: Worm Infested
- 2004: The Wretched Spawn

### Deicide
- 2006: The Stench Of Redemption
- 2008: Till Death Do Us Part
- 2011: To Hell With God
- 2013: In the Minds of Evil

### Adrift
- 2007: Absolution

### Six Feet Under
- 2020: Nightmares of the Decomposed
- 2024: Killing for Revenge

## Exnlaces externos
- Wikimedia Commons alberga una categoría multimedia sobre Cannibal Corpse.
- Cannibal Corpse Sitio web oficial

- Datos: Q1088413